# Niva Moravice
Niva Moravice je přírodní rezervace poblíž obce Dolní Moravice v okrese Bruntál. Chráněné území zaujímá údolní nivu na pravém břehu řeky Moravice v přibližně 2,4 km dlouhém úseku, počínajícím asi pět set metrů pod koncem obce Dolní Moravice a končícím u mostu silnice I/11 v Malé Štáhli. Podélně rezervaci na východní straně vymezuje tok Moravice, hranici na straně západní straně pak představuje místní silnice, spojující uvedené obce. Oblast spravuje Agentura ochrany přírody a krajiny ČR.
Důvodem ochrany je zachování přirozeného charakteru území a biotopu pro život chráněných a ohrožených druhů rostlin a živočichů, zejména pro hnízdící a migrující ptactvo, a dále vytvoření podmínek pro jejich další existenci a rozšiřování.